# Lok (Rusia)
Lok (del ruso: Лок) es un jútor del raión de Uspénskoye del krai de Krasnodar, en el sur de Rusia. Está situado a orillas del río Bólshaya Kozma, afluente por la izquierda del río Kubán, 14 km al sudeste de Uspénskoye y 202 km al este de Krasnodar, la capital del krai. Tenía 83 habitantes en 2010.
Pertenece al municipio Uspénskoye.